# 川藏风毛菊
川藏风毛菊（学名：Saussurea stoliczkae），为菊科风毛菊属下的一个植物种。